# Марк, Франц
Франц Марк (нем. Franz Marc; 8 февраля 1880[…], Мюнхен[…] — 4 марта 1916[…], Braquis или Верден) — немецкий живописец, яркий представитель немецкого экспрессионизма. Наряду с Августом Макке, Василием Кандинским и др. являлся участником и главным организатором художественного объединения «Синий всадник».
Его зрелые работы в основном изображают животных и отличаются яркими красками. В начале Первой мировой войны он был призван на службу в немецкую армию, а через два года погиб в битве при Вердене.
В 1930-х годах нацисты назвали его представителем дегенеративного искусства в рамках подавления современного искусства. Однако большинство его работ пережили Вторую мировую войну, обеспечив его наследие. Сегодня его работы выставляются во многих известных галереях и музеях. За его крупные картины были выручены большие суммы, рекордная из которых составила 42 654 500 фунтов стерлингов (Die Füchse («Лисы») в 2022 году).

## Биография
Родился в Мюнхене, в семье профессионального пейзажиста Вильгельма Марка (1839—1907). В 1900 году начал обучение в Мюнхенской академии художеств, где учился до 1903 года у Габриэля фон Хакля и Вильгельма фон Дица.
Марк дважды (в 1903 и 1907 году) посещал Париж, где познакомился с французским постимпрессионизмом и, в частности, с живописью Гогена и Ван Гога, оказавших на него значительное влияние. После второй поездки в Париж художник начал серьёзно изучать анатомию животных, с тем, чтобы наиболее по́лно воплотить своё ви́дение природы в живописи.
В январе 1910 года Марк впервые встречается с Августом Макке, а в сентябре того же года вступает в «Новое мюнхенское художественное объединение» (нем. Neue Künstlervereinigung München). Несмотря на это, с лидером объединения — русским абстракционистом Василием Кандинским — он встречается лишь в феврале 1911 года. Уже в декабре, вместе с Макке и Кандинским, Марк откалывается от «Нового мюнхенского художественного объединения» и организует собственную группу «Синий всадник».
Некоторые из его картин демонстрировались с декабря 1911 года по январь 1912 года на первой выставке «Синего всадника» в галерее Тангаузер в Мюнхене, ставшей фронтом немецкого экспрессионизма. Кроме того, Марк принимает участие в работе над альманахом своей художественной группы. В 1912 году он знакомится с Робером Делоне, чей стиль, наряду с итальянским футуризмом и кубизмом, стал следующим источником вдохновения для художника. Со временем живопись Марка становится всё более абстрактной, рваной и блочной (яркий пример — одна из самых известных его картин под названием «Судьба животных» (нем. Tierschicksale, 1913). Марк создавал произведения искусства, которые все больше становились суровыми по своей природе, рисуя природные абстрактные формы, которые находили духовную ценность в цвете.
Когда началась Первая мировая война, Франц Марк ушёл добровольцем на фронт, о чём впоследствии жалел, поняв всю бессмысленность европейской бойни. В ходе Верденской операции был смертельно ранен осколком снаряда и скончался в возрасте 36 лет, так и не реализовав до конца свои творческие планы.

## Стиль
Зрелая живопись Марка зачастую изображает животных в естественной обстановке (олени, лошади, лисы и т. д.), которые, по сравнению с человеком, казавшимся художнику безобразным, представлялись как высшие, чистые существа. Поздние работы Марка характеризуются яркой палитрой в сочетании с кубистическими образами, резкими и жёсткими цветовыми переходами, подчас создающими тревожное и апокалиптическое настроение. К таким работам относится и картина «Судьба животных», получившая наибольшую известность и ныне демонстрирующаяся в художественном музее Базеля, Швейцария.

## Судьба наследия
В 1936—1937 годах нацисты осудили покойного Марка как представителя дегенеративного искусства и приказали убрать с выставок в немецких музеях около 130 его работ. «Синие лошади» были проданы с аукциона на печально известной распродаже т. н. «дегенеративного искусства» галереи Теодора Фишера в Люцерне 29 июня 1939 года и приобретены Музеем изящных искусств в Льеже. Его картина «Пейзаж с лошадьми» была обнаружена в 2012 году вместе с более чем тысячей других картин в мюнхенской квартире Корнелиуса Гурлитта, чей отец, Хильдебранд Гурлитт, был одним из четырех официальных арт-дилеров Гитлера для модернистского искусства.

## Галерея

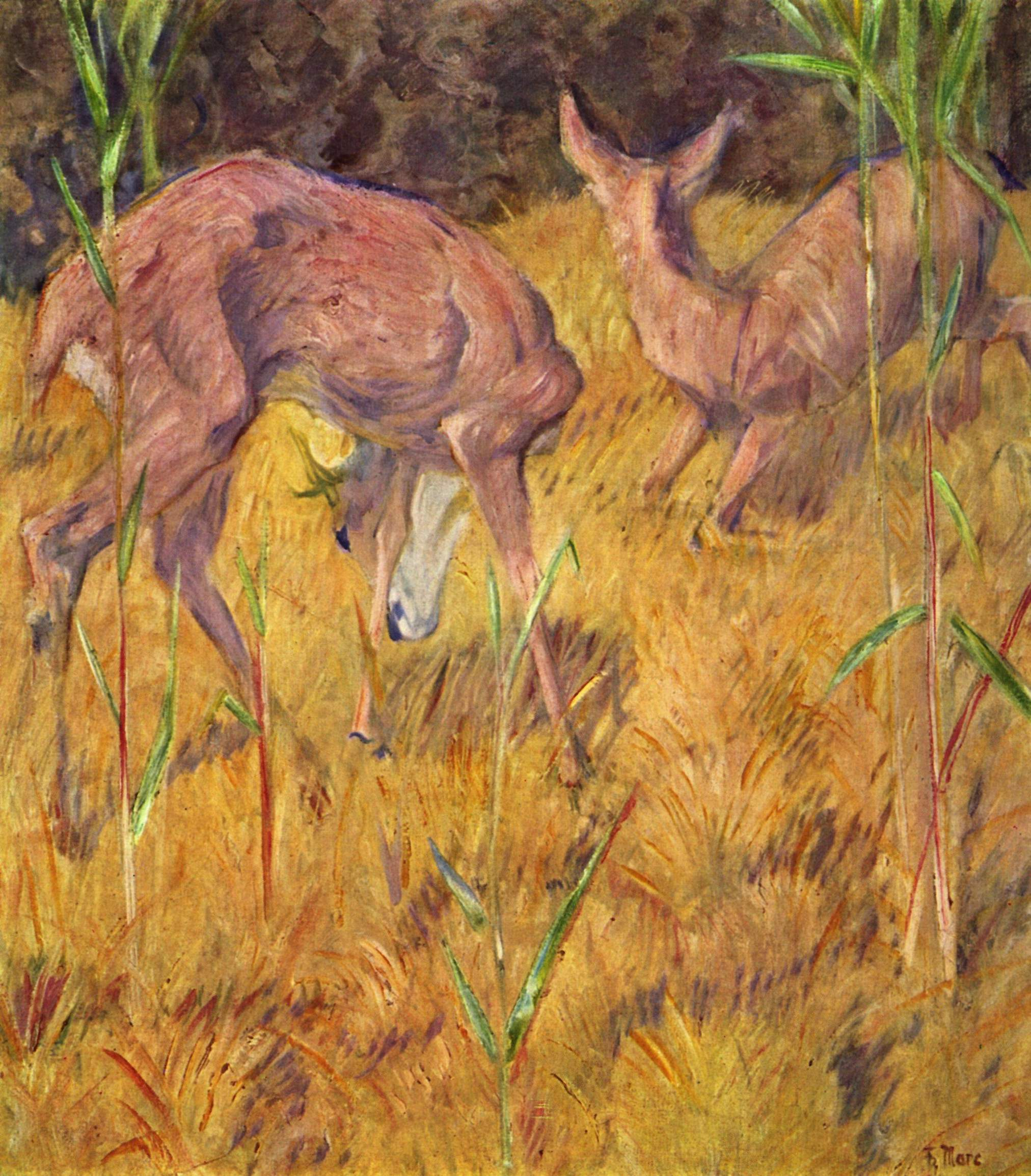
Косули в камышах. 1909. Новая пинакотека. Мюнхен
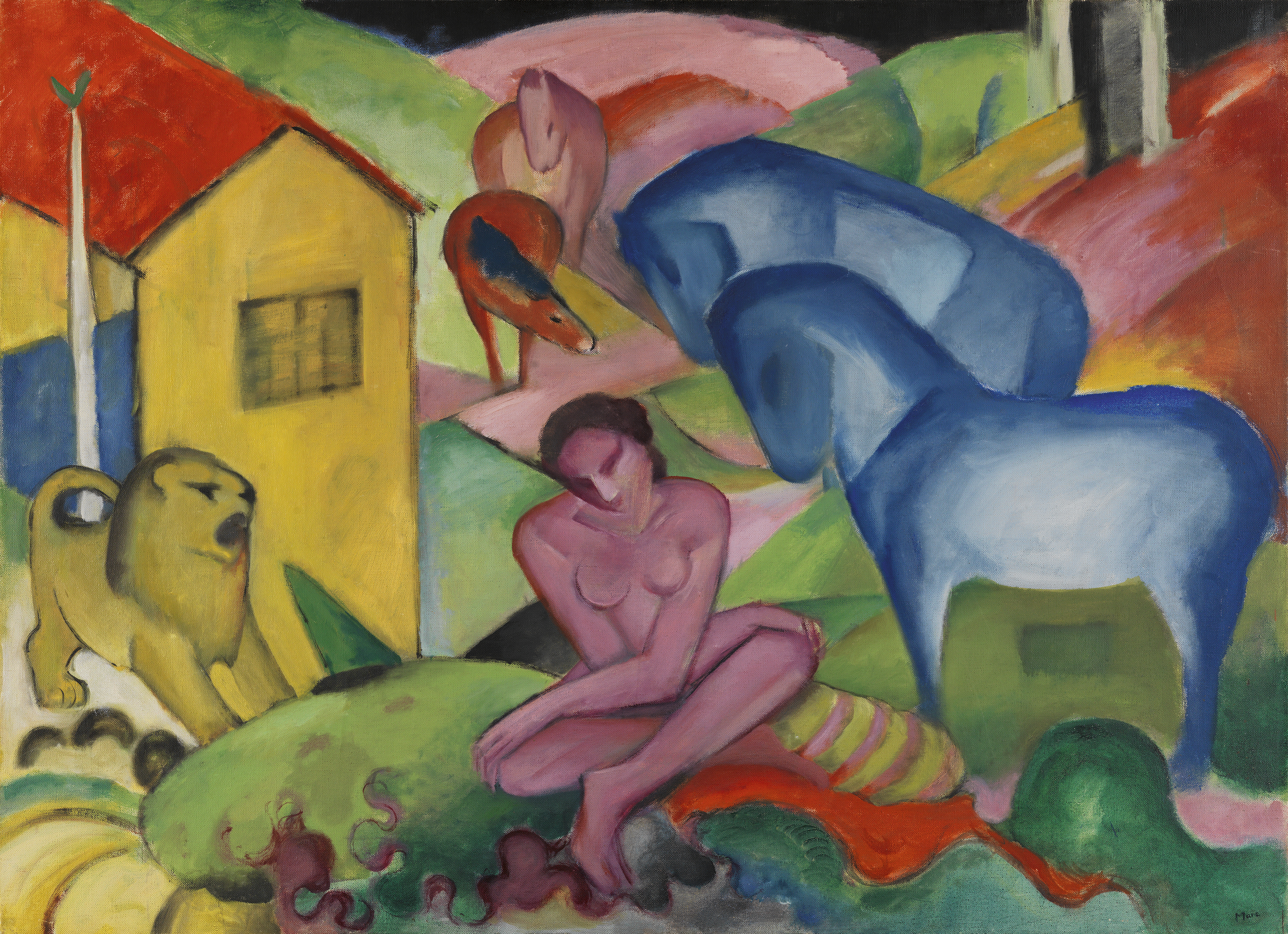
«Сон», 1912. Музей Тиссен-Борнемиса, Мадрид
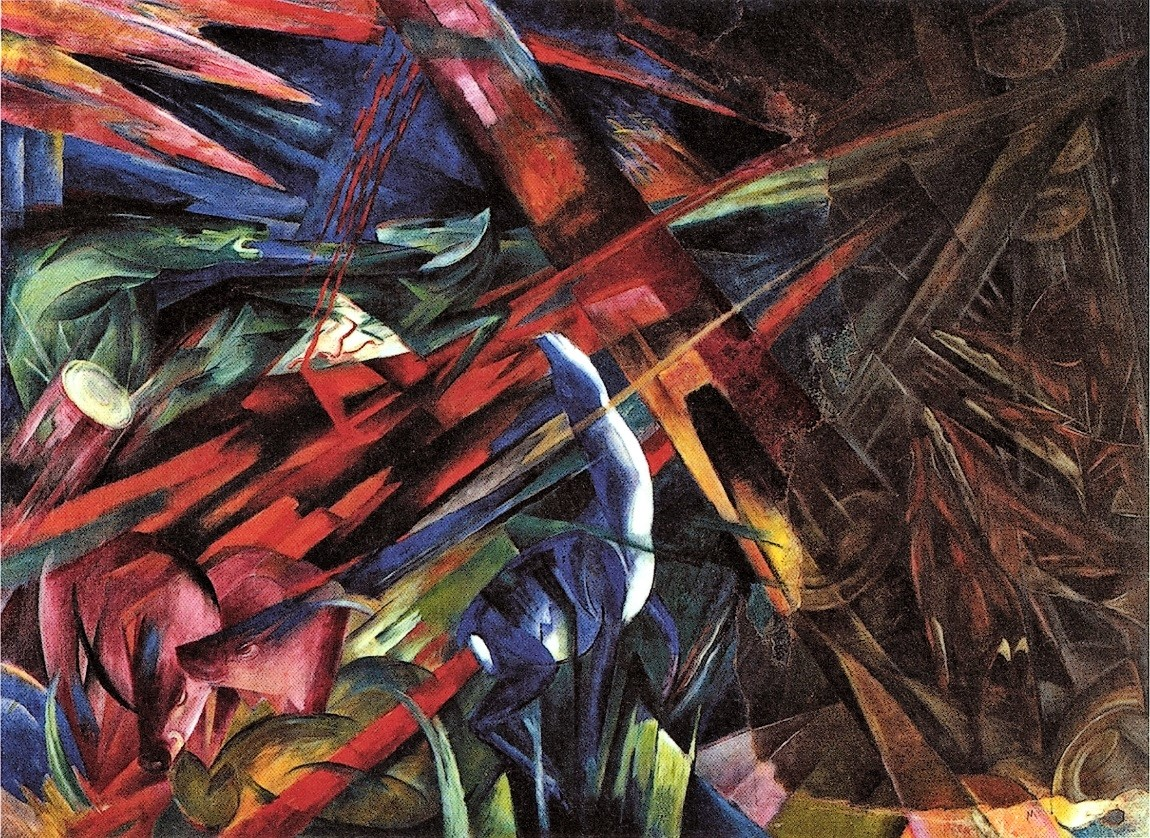
Судьба животных. 1913. Музей искусства. Базель
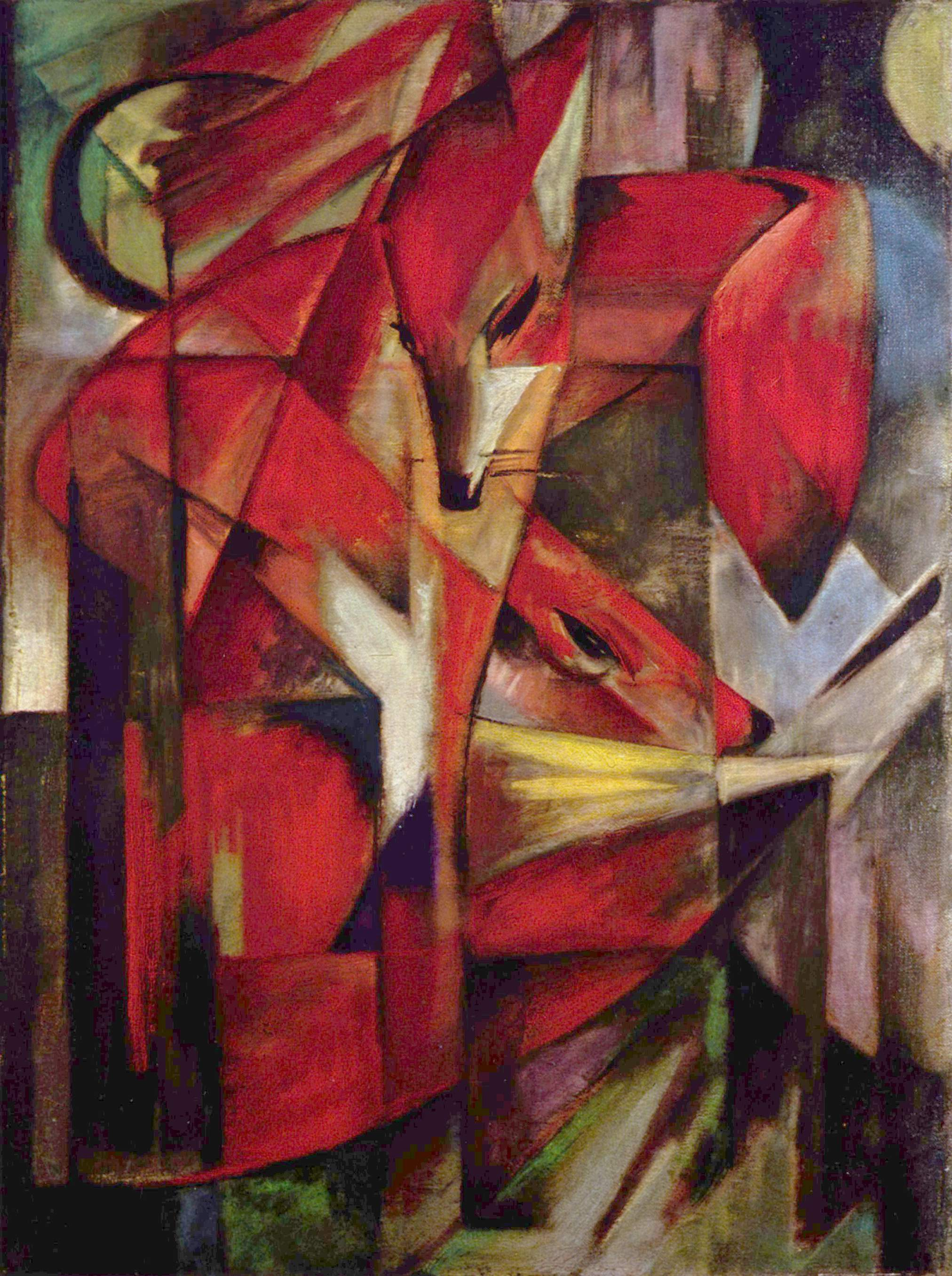
Лисы. 1913. Музей искусства. Дюссельдорф
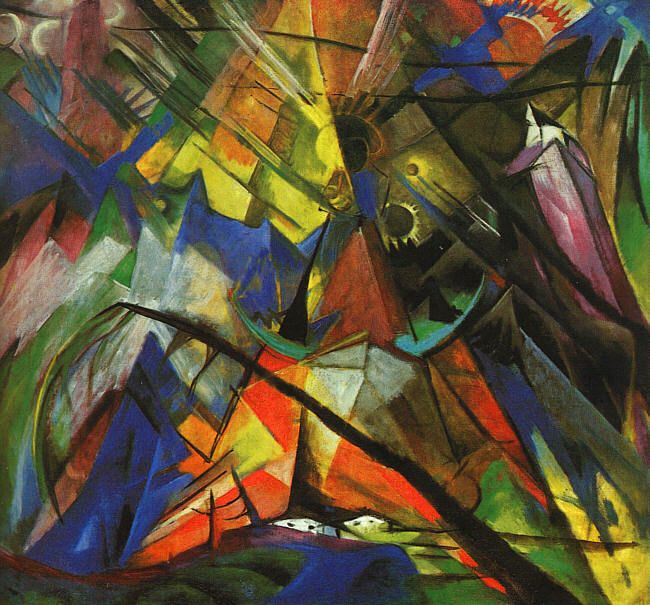
Тироль. 1914. Государственная галерея современного искусства. Мюнхен
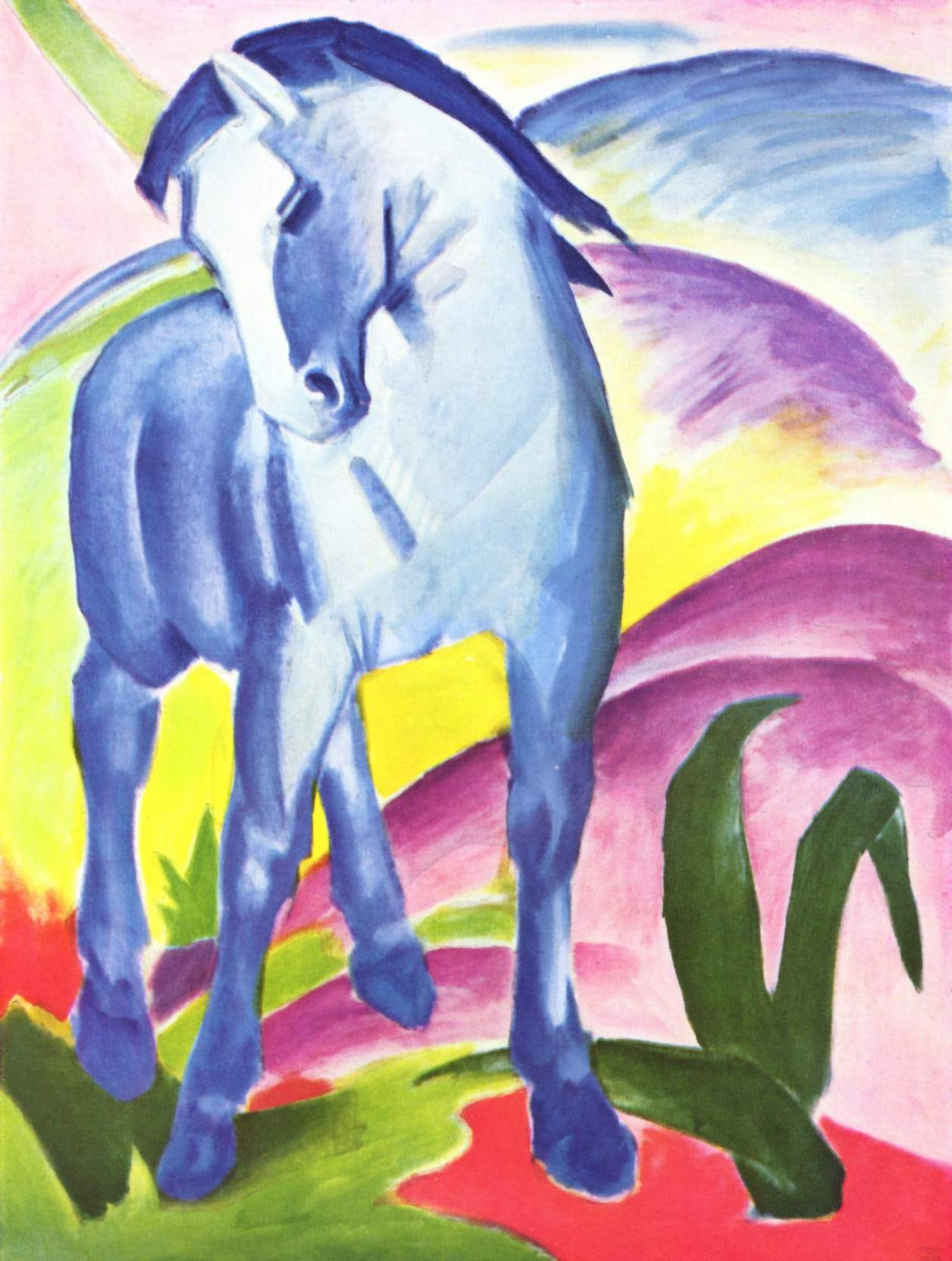
Синий конь. 1911